# Санніков Юлій
Юлій Санніков (англ. Yuliy Sannikov; народився 3 листопада 1978 року) — американський економіст українського походження, професор Принстонського університету, лауреат премії Фішера Блека (2015) та медалі Дж. Б. Кларка (2016). Займається дослідженнями у галузі математичної економіки, теорії ігор і корпоративних фінансів. Розробив нові методи для аналізу безперервних у часі динамічних ігор, використовуючи стохастичні методи обчислення.

## Біографія
Юлій Санніков народився 3 листопада 1978 року. У 1994 році з відзнакою закінчив Севастопольську художню школу. Тричі вигравав золоту медаль на Міжнародній математичній олімпіаді у 1994—1996 роках. У 2000 році отримав у Принстонському університеті диплом бакалавра з математики з відзнакою (з додатковим ступенем з прикладної математики), а у 2004 — ступінь доктора філософії у галузі бізнес-адміністрування у Стенфордській вищій школі бізнесу.
Восени 2003 року викладав на економічному факультеті у Стенфорді. У 2004—2008 працював асистентом-професором економічного факультету Каліфорнійського університету в Берклі, у 2006—2008 також був асистентом-професором фінансового факультету Нью-Йоркського університету. Восени 2007 року був запрошеним доцентом на економічному факультеті Массачусетського технологічного інституту. З 2008 року — професор Принстонського університету. Восени 2011 і навесні 2014 був запрошеним професором економіки у Гарварді.

## Внесок до макроекономіки
Юлій Санніков і Маркус Бруннермаер розробили економічну модель, яка досліджує, чи приводять тривалі періоди відносної економічної стабільності до надмірного прийняття ризиків і фінансових дисбалансів, які шкодять економіці. Вони займалися аналізом кількісного пом'якшення, а також прийшли до висновку, що монетарна політика може бути одним з елементів системи соціального страхування. Згідно з Санніковим, співвідношення боргу до ВВП є індикатором близькості економіки до рецесії: рецесіям, як правило, передують періоди різних дисбалансів, зростаючих цін на активи і збільшення кредитування.